# Lebed 12
Le Lebed 12 est un biplan de l'armée de l'air impériale russe de la Première Guerre mondiale, inspiré de l'Albatros B.II et de l'Albatros C.I, mis au point par Vladimir A. Lebedev. Produit de 1916 à 1919, le Leded 12 sera exploité jusqu'en 1924.